# Polystichum polystichiforme
Polystichum polystichiforme là một loài thực vật có mạch trong họ Dryopteridaceae. Loài này được (Fée) Maxon miêu tả khoa học đầu tiên năm 1909.